# 子宮肉腫
子宮肉腫（しきゅうにくしゅ、uterine sarcoma）は子宮の平滑筋や結合組織に生じる悪性腫瘍である。病変が子宮裏層の間質から発生していた場合は子宮内膜間質肉腫（endometrial stromal sarcoma）、子宮の筋層から腫瘍が発生していた場合は子宮平滑筋肉腫（uterine leiomyosarcoma）と呼ばれる。上皮に由来する悪性腫瘍細胞を含む病変があった場合は子宮癌肉腫（uterine carcinosarcoma）と呼ばれる（以前は悪性中胚葉性・ミュラー管混合腫瘍 malignant mixed mesodermal/mullerian tumor と呼ばれていた）。

## 分類
子宮肉腫は子宮内膜肉腫と同様に世界産婦人科連合（FIGO）のがん染色システムを用いた手術を行う際に進行度の分類がなされる。
- ステージIA: 腫瘍は子宮内膜に限られる
- ステージIB: 子宮筋層]myometrium）への浸潤が半分未満
- ステージIC: 子宮筋層への浸潤が半分以上
- ステージIIA: 子宮頸管内腺（endocervical glandular）への併発のみがみられる
- ステージIIB: 子宮頸部間質（cervical stromal）への浸潤がみられる
- ステージIIIA: 腫瘍が漿膜（serosa）やその付属器にみられる、あるいは細胞診断で悪性腹膜がみとめられる
- ステージIIIB: 膣への転移がみられる
- ステージIIIC: 骨盤または大動脈に沿うリンパ節への転移がみられる
- ステージIVA: 膀胱や腸への転移がみられる
- ステージIVB: 腹腔内や鼠蹊部のリンパ節を含む離れた場所への転移が見られる

子宮内膜間質肉腫（endometrial stromal sarcoma）は低悪性度(LG)と高悪性度(HG)に分類され、それぞれLGESS,HGESSと略称される。

## 兆候と症状
異常時または閉経期の出血は子宮肉腫を含む悪性腫瘍の兆候である可能性があり、検査する必要がある。その他の兆候としては、骨盤の痛みや圧感、そして異常な分泌物が挙げられる。また、急速に大きくなる非妊娠時の子宮は異常の疑いがあるが、以上の兆候はいずれも悪性腫瘍独特の兆候という訳ではない。特異的に選別する検査方法はまだ確立されていない。Papスメア検査は子宮頚がんの選別検査に使われるが、これは子宮肉腫を検知するように作られていない。

## 診断
内科医によって行われる診断としては、画像診断（超音波、CTスキャン、MRI）に加え、可能ならば組織診による組織を採取しての診断、子宮鏡検査、子宮内容除去術（dilatation and curettage）があるが、最終的な診断は検体の組織学的検査によって行われる。通常の悪性の病変部は高倍率視野ごとに10を越える細胞分裂が見られるのに対し、良性の病変とされる子宮平滑筋腫では高倍率視野ごとに見られる細胞分裂数は5未満である。
子宮筋腫の疑いで手術し、病理検査の結果子宮肉腫と診断される場合がある。

## 治療法
治療はがんの進行度と患者の状態に基づき、次に記す1つ以上の治療方法が用いられる。中心となるのは手術だが、可能なら両側の卵管卵巣も含む腹部卵巣全体の摘出術も行われる。また他に放射線治療、化学療法、、ホルモン療法がある。リンパ節への転移が疑われる場合などはリンパ節郭清が行われる場合がある。この場合リンパ浮腫の症状が出ることが予想されるが、必ずしもリンパ浮腫になるというものではない。

## 疫学的事項

10万人当たりの子宮体がん年齢調整死亡率（2004年）
データなし
0.5未満
0.5-1
1-1.5
1.5-2
2-2.5
2.5-3
3-3.5
3.5-4
4-4.5
4.5-5
5-8
8以上

子宮体の悪性腫瘍の大半は子宮内膜の肉腫で、子宮肉腫は約4%にすぎない。一般的な発症原因は分かっていないが、子宮への放射線を受けることはリスク上昇させる。大半の腫瘍は閉経後に発生する。タモキシフェン（Tamoxifen、乳がん等の治療に用いられる抗がん剤）を長期に渡って摂取した女性もリスクが高いとされる。なお、肉腫は非常にたちが悪く（予後が不良）、死亡率も高い。

## 関連事項
- 子宮筋腫
- 平滑筋肉腫
- 肉腫

## 参照
1. ↑  “WHO Disease and injury country estimates”. World Health Organization (2009年). 2009年11月11日閲覧。
2. ↑   アメリカがん協会（American Cancer Society）の情報、2006/11/03アクセス
3. ↑   アメリカ国立がん研究所（National Cancer Institute）の情報、2006/11/03アクセス